# Nocerina Calcio 1910
La A.S.D. Nocerina Calcio 1910 es un club de fútbol de Italia, con sede en Nocera Inferiore, en la región de Campania. Fue fundada en 1910, y refundada en varias oportunidades. Compite en la Serie D, cuarta categoría del fútbol italiano.

## Historia

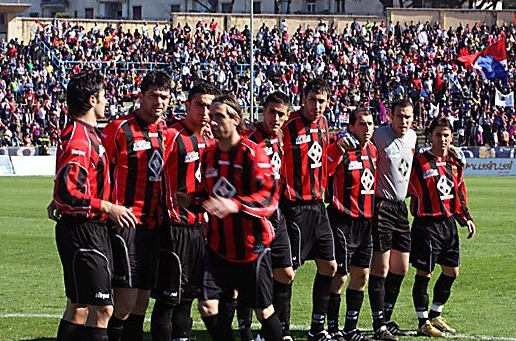
La plantilla de Nocerina en la temporada 2007/08.

Fue fundado en 1910 como Associazione Giovanile Nocerina. En 1978 Nocerina desafió a la Juventus de Turín perdiendo 3-1 en el Stadio Comunale, ahora Estadio Olímpico de Turín.
El partido más importante de la historia del equipo fue en 1996, cuando Nocerina se enfrentó a Juventus, en ese momento actual campeón de Europa y de la Intercontinental, en un partido válido por la Copa Italia. Después de que el resultado de 0-0 en la ida, la Juventus ganó el partido de vuelta por 2-1 en el Estadio de los Alpes, aunque cabe destacar que en la primera mitad Nocerina se adelantó en el marcador.

### Serie B
Nocerina, en la temporada 2010-11 de la Lega Pro Prima Divisione, fue promovido a la Serie B. Por lo tanto volvió a ella después de 32 años por tercera vez, después de las dos temporadas que jugó en 1948 y en 1979.

### Controversia de fraude
El 10 de noviembre del 2013, Nocerina enfrentaba a sus rivales del Salernitana Calcio 1919, un partido al que los medios italianos reconocieron como el Derby de la Vergüenza debido a que varios jugadores del Nocerina recibieron amenazas de muerte por parte de un grupo de aficionados del club conocidos como Los Ultras luego de que ellos fueran sacados del estadio por la policía local. Los jugadores del Nocerina se rehusaban a salir al campo de juego por las amenazas, y el inicio del partido se retrasó 40 minutos hasta que pudieron convencer a los jugadores de salir a la cancha.
En los primeros 2 minutos de juego el Nocerina se vio forzado a utilizar sus tres cambios por lesiones, y más adelante otros 5 jugadores saldrían lesionados, dejando al Nocerina con seis jugadores en el campo y el partido fue abandonado apenas a los 21 minutos de haber iniciado.
Luego de una investigación hecha por la FIGC sobre los eventos ocurridos ese día mostraron que el Nocerina había incurrido en un fraude deportivo, aduciendo que los ocho jugadores lesionados en ese partido siempre estuvieron fingiendo las lesiones, ya que estos se rehusaban a jugar el partido.
Como resultado de la investigación, la FIGC anunció el 29 de enero del 2014 que el Nocerina sería multado con €10.000, excluido de la Lega Pro Prima Divisione y formaría parte de la Eccellenza Campania.

## Estadio

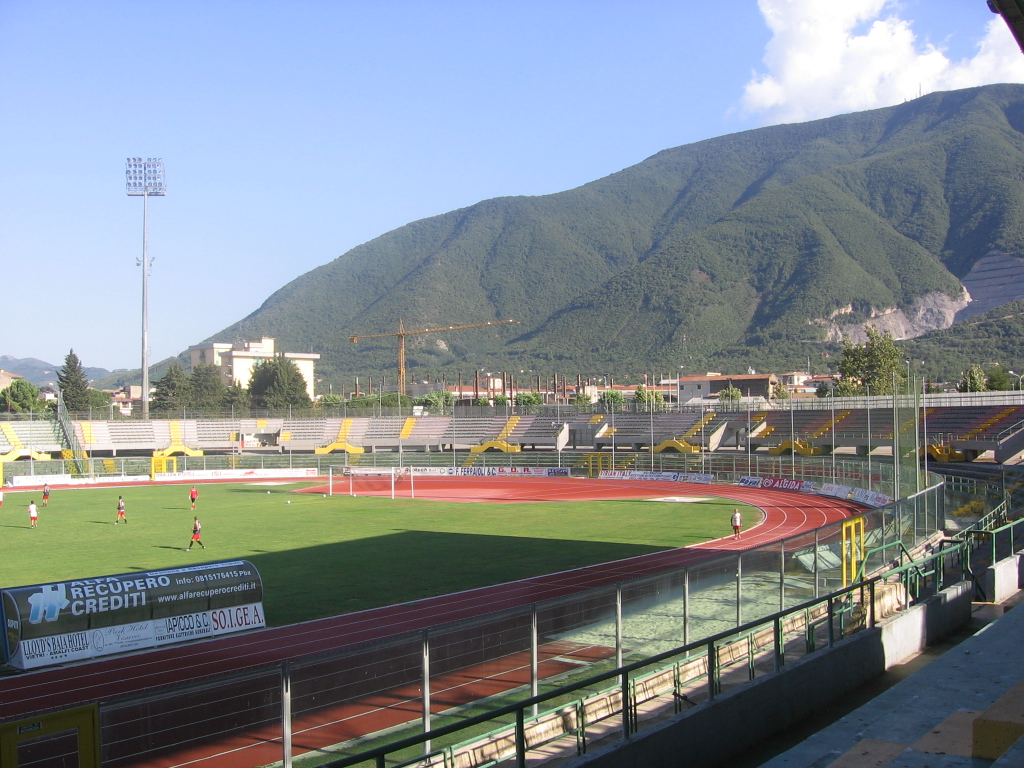
Estadio San Francesco d'Assisi.

La Nocerina disputa sus partidos de local en el Estadio San Francesco d'Assisi, ubicado en el área oriental de Nocera Inferiore, que fue estrenado en 1973.

## Palmarés

### Torneos interregionales
- Serie C (2): 1946-47 (Grupo A), 1977-78 (Grupo C)
- Lega Pro Prima Divisione (1): 2010-11 (Grupo B)
- Serie C2 (2): 1985-86  (Grupo D), 1994-95  (Grupo C)
- Supercopa de Lega Pro Prima Divisione (1): 2011
- Serie D (1): 1972-73 (Grupo F)

### Torneos regionales
- Eccellenza Campania (2): 1992-93 (Grupo B), 2015-16 (Grupo B)
- Copa Italia de Aficionados Campania (1): 2015-16
- Promozione Campania (1): 1988-89 (Grupo C)
- Prima Categoria Campania (1): 1961-62 (Grupo D)